# Lomaptera mixta
Lomaptera mixta är en skalbaggsart som beskrevs av Rigout 1997. Lomaptera mixta ingår i släktet Lomaptera och familjen Cetoniidae. Inga underarter finns listade i Catalogue of Life.